# فرودگاه سوری/کینگ جورج
فرودگاه سوری/کینگ جورج (به انگلیسی: Surrey/King George Airpark) یک فرودگاه همگانی است که یک باند فرود چمن دارد و طول باند آن ۳۰۵ متر است. این فرودگاه در کشور کانادا قرار دارد و در ارتفاع ۲ متری از سطح دریا واقع شده است.